# عروض استضافة الألعاب الأولمبية الصيفية لعامي 2024 و2028
قُدِّمت خمس ترشيحات في البداية لاستضافة دورة الألعاب الأولمبية الصيفية لعام 2024. وبعد انسحاب بعض المدن، تبقّت مدينتان فقط في السباق وهما باريس ولوس أنجلوس. وفي تموز 2017، وافقت اللجنة الأولمبية الدولية على منح دورتي ألعاب 2024 و2028 في الوقت ذاته. وقد وافقت لوس أنجلوس على الترشح لاستضافة دورة 2028، مما منح فعليًا دورة 2024 لباريس.
وقد مُنحت باريس ولوس أنجلوس رسميًا حق استضافة الدورتين خلال الدورة 131 للجنة الأولمبية الدولية التي عُقدت في ليما، بيرو، في 13 أيلول 2017.

## عملية تقديم العطاءات

### ألعاب 2024
تم الإعلان عن عملية الترشيح لدورة الألعاب الأولمبية 2024 في نفس الوقت الذي تم فيه الإعلان عن أسماء المدن الخمس المرشحة في 16 سبتمبر 2015.  يتكون الإجراء من ثلاث مراحل: المرحلة الأولى - الرؤية ومفهوم الألعاب والاستراتيجية؛ المرحلة الثانية - الحوكمة والتمويل القانوني وتمويل المكان؛ والمرحلة الثالثة - تقديم الألعاب والخبرة وإرث المكان. 
|   | منصة                                | بلح                                                                        | تقديم ملف الترشيح                      |
| - | ----------------------------------- | -------------------------------------------------------------------------- | -------------------------------------- |
| 1 | الرؤية ومفهوم الألعاب والاستراتيجية | 15 سبتمبر 2015 – 1 يونيو 2016                                              | ملف الترشيح الجزء الأول 17 فبراير 2016 |
| 2 | الحوكمة والتمويل القانوني والمكاني  | يونيو – ديسمبر 2016                                                        | ملف الترشيح الجزء الثاني 7 أكتوبر 2016 |
| 3 | تقديم الألعاب، التجربة وإرث المكان  | ديسمبر 2016 – سبتمبر 2017 الانتخابات من خلال دورة اللجنة الأولمبية الدولية | ملف الترشيح الجزء الثالث 3 فبراير 2017 |

أعلنت اللجنة الأولمبية الدولية عن خمس مدن مرشحة في 16 سبتمبر 2015: بودابست وهامبورغ ولوس أنجلوس وباريس وروما . ومع ذلك، تأثرت العملية بالانسحابات، حيث تم الاستشهاد بعدم اليقين السياسي والتكلفة كرادع للمدن المتقدمة بالعطاءات.  سحبت هامبورغ عرضها في 29 نوفمبر 2015 بعد إجراء استفتاء.  انسحبت روما في 21 سبتمبر 2016، مشيرة إلى صعوبات مالية.  في 22 فبراير 2017، انسحبت بودابست بعد أن جمعت عريضة ضد العرض توقيعات أكثر مما هو ضروري لإجراء استفتاء.   

### مجتمعة 2024 و 2028
في 30 آذار 2017، أنهى فريق التقييم التابع للجنة الأولمبية الدولية مراجعة أولية استمرت يومين للمقترحات المتنافسة من لوس أنجلوس وباريس. وقد أشادت لجنة التقييم بكلتا المدينتين لما أبدتاه من "إبداع وتركيز قوي على الإرث المستدام."
وفي ضوء ضمان مستقبل الألعاب الأولمبية، خاصة بعد انسحاب مدينتين من أصل أربع ترشحت لاستضافة دورة الألعاب الأولمبية الشتوية 2022، وثلاث مدن من أصل خمس ترشحت لدورة 2024، التقى مسؤولو اللجنة الأولمبية الدولية في 3 نيسان 2017 خلال مؤتمر اللجنة في الدنمارك مع لجنتي الترشح لكل من لوس أنجلوس وباريس لمناقشة إمكانية منح الاستضافة لكلا المدينتين، بحيث تستضيف إحداهما دورة 2024 والأخرى دورة 2028.
وعلى الرغم من أن كلتا المدينتين أبدتا معارضة مبدئية لهذا الحل الوسط، فإن لوس أنجلوس أبدت استعدادها للنظر في الأمر بشرط تقديم بعض التنازلات، خاصة بعد أن كُشف أن باريس هي "المرشحة المفضلة" لدورة 2024.
واجتمع المجلس التنفيذي للجنة الأولمبية الدولية في مدينة لوزان، سويسرا، في 9 حزيران 2017 لمناقشة آليات الترشح لدورتي 2024 و2028. واقترحت اللجنة رسميًا اختيار المدن المستضيفة للدورتين معًا خلال الاجتماع المقبل للجنة، وهو ما أُقرّ في جلسة استثنائية في 11 تموز 2017 في لوزان، وعُرض على اللجنة الأولمبية الدولية ككل. وتم وضع آلية يتم من خلالها عقد لقاءات بين لجنة ترشح لوس أنجلوس، ولجنة ترشح باريس، واللجنة الأولمبية الدولية، للتفاوض حول أي مدينة ستستضيف أي دورة، وإذا ما كان ذلك ممكنًا.
وفي 31 تموز 2017، أعلنت لوس أنجلوس انسحابها من سباق الترشح لدورة 2024، والتقدّم حصريًا لاستضافة دورة 2028 وقد عبّرت كل من لوس أنجلوس وباريس عن رضاها واحتفالها بالقرار المزدوج لاستضافة الدورتين

## المدن المتقدمة بالعطاءات

### المدن المرشحة
| المدينة    | الدولة           | اللجنة الأولمبية الوطنية                            | النتيجة      |
| ---------- | ---------------- | --------------------------------------------------- | ------------ |
| لوس أنجلوس | الولايات المتحدة | اللجنة الأولمبية الأمريكية (USOC)                   | بالإجماع     |
| باريس      | فرنسا            | اللجنة الوطنية الأولمبية والرياضية الفرنسية (CNOSF) | بالإجماع     |
| بودابست    | هنغاريا          | اللجنة الأولمبية الهنغارية (MOB)                    | سحبت الترشيح |
| هامبورغ    | ألمانيا          | الاتحاد الألماني للرياضة الأولمبية (DOSB)           | سحبت الترشيح |
| روما       | إيطاليا          | اللجنة الأولمبية الوطنية الإيطالية (CONI)           | سحبت الترشيح |

## ترشّح لوس أنجلوس لدورة الألعاب الأولمبية 2024
في 26 نيسان 2014، أعلن "لجنة جنوب كاليفورنيا للألعاب الأولمبية" عن مقترحها لاستضافة دورة ألعاب 2024. وفي 28 تموز 2015، تواصلت اللجنة الأولمبية الأمريكية مع لوس أنجلوس لتكون بديلة عن بوسطن بعد انسحاب الأخيرة من السباق. وفي 1 أيلول 2015، صوّت مجلس مدينة لوس أنجلوس بالإجماع (15–0) لصالح دعم الترشح. وأكّدت اللجنة الأولمبية الأمريكية قرارها فورًا بعد التصويت.
في 13 كانون الثاني 2016، أعرب مسؤولو لجنة LA 2024 عن سعادتهم ببدء بناء ملعب كرة قدم متطور في إنغلوود بكاليفورنيا بكلفة تفوق 2 مليار دولار، معتبرين أن وجود فريق أو فريقين من دوري NFL سيُعزز فرص المدينة.وفي 25 كانون الثاني، أعلنت اللجنة نيتها إقامة القرية الأولمبية في حرم جامعة كاليفورنيا في لوس أنجلوس، كما صرّحت بأن الصحفيين وبعض مسؤولي الألعاب سيُقيمون في مجمع سكني على مساحة 15 فدانًا تخطط جامعة كاليفورنيا الجنوبية لبنائه.
في 16 شباط 2016، كشفت LA 2024 عن شعارها الجديد تحت عبارة: "اتبع الشمس" (Follow the Sun). وفي 23 شباط، أظهر استطلاع أجرته جامعة لويولا ماريماونت أن أكثر من 88% من سكان لوس أنجلوس يؤيدون استضافة الألعاب الأولمبية والأولمبية لذوي الإعاقة لعام 2024.
في 10 آذار 2016، ركّز مسؤولو لوس أنجلوس على المرافق المؤقتة المطلوبة، بما في ذلك مضمار مرفوع فوق ملعب كرة القدم في استاد لوس أنجلوس التذكاري، وخطة لتحويل شارع فيغيروا مؤقتًا إلى ممشى طويل للمشاة وراكبي الدراجات.
في 2 حزيران 2016، أكّدت اللجنة الأولمبية الدولية أن لوس أنجلوس ستنتقل إلى المرحلة الثانية من الترشح. وفي 29 تموز 2016، نشرت LA 2024 تصاميم فنية محدثة لاستاد لوس أنجلوس التذكاري ومسبح مؤقت ضمن خطة الاستضافة.
في 31 تموز 2016، ترأس العمدة إريك غارسيتي وفدًا من 25 شخصًا إلى ريو دي جانيرو للترويج للترشح. وفي 7 أيلول، أعلنت اللجنة إرسال وفد مكوّن من 16 شخصًا إلى دورة الألعاب البارالمبية في ريو ضمن حملتها.
في 13 أيلول، نشرت اللجنة فيديو مدته دقيقتان يعرض مشاهد من المدينة بصوت أطفال يتحدثون عن "مدينة أحلامهم". وفي 23 أيلول، تم توقيع اتفاق تسويق مشترك مع اللجنة الأولمبية الأمريكية يُحدّد مسؤوليات وأرباح الجانبين.[16] ثم أُجريت تعديلات على الخطة في 7 تشرين الأول، حيث تم نقل نصف المركز الإعلامي إلى حرم الجامعة لتقليل التكاليف. وفي 21 تشرين الأول، استعانت اللجنة بعدد من الرياضيين الأولمبيين الأميركيين لدعم ترشح لوس أنجلوس.
في 9 تشرين الثاني 2016، أصدرت LA 2024 بيانًا هنأت فيه الرئيس المنتخب دونالد ج. ترامب، وأشادت بدعمه الطويل للحركة الأولمبية، مؤكدة أن الألعاب "تتجاوز السياسة" ويمكن أن توحّد المجتمعات. وفي 12 تشرين الثاني، قدّم العمدة غارسيتي والعدّاءة أليسون فيليكس عرضًا أمام قادة الرياضة في مؤتمر الجمعية العامة لرابطة اللجان الأولمبية الوطنية في الدوحة، قطر.
في 23 تشرين الثاني، عبّر الرئيس المنتخب ترامب عن دعمه لترشح لوس أنجلوس خلال مكالمة هاتفية مع العمدة غارسيتي. وفي 2 كانون الأول، نشرت اللجنة ميزانية جديدة تُقدّر تكاليف الاستضافة بـ 5.3 مليار دولار.
في 2 كانون الثاني 2017، شارك رياضيون وأبطال بارالمبيون من لوس أنجلوس في موكب "رووز باريد" على متن عربة مزينة بشعار "Follow the Sun" للترويج للترشح. وفي 9 كانون الثاني، توقّعت اللجنة أن تُسهم الألعاب في تعزيز الاقتصاد المحلي بمقدار 11.2 مليار دولار. وفي 25 كانون الثاني، منح مجلس المدينة موافقته النهائية بالإجماع على عرض الترشح الخاص.
في 28 شباط، أُعلن أن أربع شركات إنتاج سينمائي في هوليوود (ديزني، فوكس، ووارنر براذرز) ستُشارك في الترويج للترشح. وفي 20 نيسان، نشرت اللجنة تصورات وفيديوهات جديدة تُظهر كيف يمكن أن تبدو الألعاب في حال فازت المدينة.
وبعد قرار منح دورتي 2024 و2028 في آنٍ واحد، أعلنت لوس أنجلوس استعدادها للترشح لدورة 2028 في حال تلبية شروط معينة. وفي 31 تموز 2017، أعلنت اللجنة الأولمبية الدولية أن لوس أنجلوس أصبحت المرشّح الوحيد لدورة 2028، مع توفير تمويل إضافي بقيمة 1.8 مليار دولار لدعم الرياضة المحلية وبرامج الألعاب.

## ترشح باريس لدورة الألعاب الأولمبية 2024
أعلنت باريس رسميًا نيتها الترشح لاستضافة دورة الألعاب الأولمبية في 23 حزيران 2015. وقد وصف وزير الرياضة الفرنسي السابق، جان فرانسوا لامور، دورة 2024 كهدف أساسي لترشح باريس، مؤكدًا أن العاصمة الفرنسية لا يمكنها تحمل هزيمة أخرى. أما توني إستانغيه، بطل التجديف الفرنسي الحائز على ثلاث ميداليات ذهبية أولمبية (في أعوام 2000 و2004 و2012)، والرئيس المشارك للجنة ترشح باريس 2024، فقد صرّح بأن الهدف الوحيد هو الفوز، مهما كلّف الأمر. وقد خُصصت ميزانية قدرها 35 مليون يورو لبناء منشآت رياضية جديدة في محيط باريس من أجل تحسين جودة ملف الترشح المستقبلي.
في 8 تشرين الثاني 2014، أشارت عمدة باريس، آن هيدالغو، إلى أن تنظيم دورة الألعاب الأولمبية لعام 2024 قد يكون مكلفًا جدًا بالنسبة للعاصمة، قائلة: "نحن في وضع مالي وميزاني لا يسمح لي بأن أقول إنني سأُقدِم على هذا الترشح." وكانت في ذلك الوقت تناقش إمكانية الترشح لدورة الألعاب الأولمبية الصيفية 2028. غير أنها، في آذار 2015، أعطت مباركتها للترشح لعام 2024، وفي 13 نيسان 2015 وافق مجلس بلدية باريس على الترشح، ما جعل باريس مدينة مرشحة رسميًا. ومنذ ذلك الحين، أصبحت العمدة هيدالغو من أبرز الداعمين للترشح الباريسي. وقد سافرت مع الرئيس الفرنسي فرانسوا هولاند إلى ريو دي جانيرو خلال دورة الألعاب الصيفية 2016 للترويج للملف.
في 26 حزيران 2015، أعلنت الاتحاد الفرنسي للإبحار عن اختيار أماكن مرشحة لاستضافة منافسات الإبحار. ومن بين الأماكن التي تم النظر فيها: لو هافر (سين-مارين)، لا روشيل (شارانت-مارين)، بريست (فينستير)، إيار (فار)، مرسيليا (بوش-دو-رون)، وكيبِرون (موربيهان). وفي 7 أيلول 2015، تم اختيار مدينة مرسيليا لاستضافة هذه المنافسات.
في 9 شباط 2016، كشفت باريس عن شعار ترشحها لدورة 2024. وقد أُضيء قوس النصر الشهير بشعار الألعاب الأولمبية في تمام الساعة 20:24 بالتوقيت المحلي، كما عُرضت صورة متعددة الألوان لبرج إيفل مصحوبة بعبارة "باريس، مدينة مرشحة، ألعاب أولمبية 2024"، على قوس النصر في نهاية جادة الشانزيليزيه وعلى دار البلدية في مرسيليا.
في 12 تشرين الثاني 2016، قادت العمدة آن هيدالغو، وبطل الجودو تيدي رينر الحائز على ثماني ميداليات ذهبية في بطولات العالم، وفدًا من باريس 2024 في عرض تقديمي أمام عدد من قادة الحركة الأولمبية ومسؤولي الرياضة خلال اجتماع الجمعية العامة في الدوحة، قطر.
في كانون الثاني 2017، اقترحت لجنة باريس خفض الانبعاثات الكربونية بأكثر من النصف مقارنةً بدورتي لندن وريو، وذلك بهدف تقديم "أكثر دورة ألعاب مستدامة في التاريخ". وفي 3 شباط 2017، وخلال تقديم ملف الترشح الثالث والأخير لاستضافة دورة 2024، تم تزيين برج إيفل بألوان الألعاب الأولمبية لعرض شعار الملف الباريسي: "صُنعت للمشاركة".
وفي شباط 2017، وبتنظيم من رئيس بلدية مونتريال، دينيس كودير، أعلنت أكثر من 50 مدينة دعمها لترشح باريس 2024، من بينها مدن استضافت سابقًا الألعاب الأولمبية مثل سيدني وأثينا ومكسيكو سيتي وبرشلونة وطوكيو. وفي نهاية الشهر ذاته، زارت عمدة باريس آن هيدالغو العاصمة اليابانية طوكيو للقاء حاكمة المدينة، يوريكو كويكي، لمناقشة دورتي 2020 و2024 الصيفيتين.
وبعد القرار الذي نصّ على منح دورتي 2024 و2028 في آنٍ واحد، فُهم أن باريس ستكون المدينة المفضلة لاستضافة دورة 2024. وفي 31 تموز 2017، أعلنت اللجنة الأولمبية الدولية أن لوس أنجلوس أصبحت المرشحة الوحيدة لدورة 2028، مما مهد الطريق لتأكيد باريس كمدينة مستضيفة خلال الجلسة 131 للجنة في 13 أيلول.

## ترشح بودابست لاستضافة دورة الألعاب الأولمبية الصيفية 2024
في حزيران 2015، قررت الجمعية العامة للجنة الأولمبية الهنغارية، إلى جانب مجلس مدينة بودابست، الترشح لاستضافة دورة الألعاب الأولمبية. وفي تموز من العام نفسه، صوّت البرلمان الهنغاري لصالح دعم هذا الترشح. وفي 28 كانون الثاني 2016، وافق مجلس مدينة بودابست على قائمة المواقع الرياضية المقترحة.
وخلال زيارته إلى بودابست في كانون الأول 2015، صرّح رئيس اللجنة الأولمبية الدولية بأن بودابست تُعد "منافسًا قويًا" لاستضافة دورة الألعاب الأولمبية الصيفية لعام 2024، في ضوء إصلاحات خطة "الأجندة 2020". وترتكز السياسة الجديدة للجنة الأولمبية الدولية على تعزيز استخدام المنشآت القائمة والمؤقتة، لإتاحة الفرصة لدول مثل هنغاريا ومدن مثل بودابست لتنظيم الألعاب الأولمبية. وتهدف هذه التوجهات إلى دعم الرؤية الأولمبية من خلال تنظيم فعاليات أقل كلفة وأكثر ربحية، باستخدام منشآت مستدامة موزعة بين عدة مدن، وربما عبر حدود دولية مستقبلًا.
وقد صرّح رئيس ملف ترشح بودابست، بالاز فوريس، بأن تنظيم دورة الألعاب الأولمبية في بودابست يوجه رسالة مفادها أن الألعاب ليست حكرًا على المدن الضخمة، بل يمكن أن تستضيفها المدن المتوسطة أيضًا. وأضاف أن بودابست قادرة على تحويل "الأجندة 2020" إلى واقع، وأن دورة ألعاب أولمبية في بودابست ستمنح الأمل لدول ومدن ناشئة، وستوسع نطاق الحركة الأولمبية، وتخلق إمكانيات جديدة تتماشى مع رؤية اللجنة الأولمبية الدولية. وخلال عرض تفاصيل الملف في تجمع للجان الأولمبية الوطنية وقادة الرياضة في الدوحة، قدّم وفد بودابست 2024 مجموعة من النقاط التي تثبت أن المدينة هي "المدينة المناسبة في الوقت المناسب" لتنظيم الدورة.
وقد أبدت حكومة رئيس الوزراء فيكتور أوربان دعمها الكامل للترشح. وقال في إحدى خطاباته: "إن هنغاريا تؤمن بأن الرياضة أكثر أهمية من أي مصلحة سياسية أخرى، ولذلك لا يجب أن تتحول إلى ساحة صراع سياسي. لهذا السبب، تدعم الحكومة هذا الترشح." وأضاف أن الأولمبياد أصبح "شغفًا" للشعب الهنغاري خلال الـ120 عامًا الماضية، ربما لأن "الروح الأولمبية تمثل شكلاً نقيًا من الحرية، وهي حرية كانت نادرة في أوروبا الوسطى ذات يوم." كما صرّح المسؤولون الهنغاريون بأن "تنظيم دورة الألعاب الأولمبية سيكون ذروة هذا المسار التاريخي. نحن لا نتنافس من أجل أنفسنا فحسب، بل نمثل المنطقة بأكملها."
كان الماء والحركة هما العنصران الرئيسيان في شعار بودابست 2024، والذي نتج عن مسابقة وطنية شارك فيها نحو 200 فنان وطفل ومصمم غرافيك وطالب.
في كانون الثاني 2017، بدأت حركة "لا للأولمبياد 2024" حملتها بقيادة حركة "مومنتوم"، وحظيت بدعم أحزاب المعارضة، بما في ذلك حزب الخضر، وحزب "معًا"، وحزب "الحوار"، والحزب الاشتراكي، والحزب الديمقراطي. كما أطلق "حزب الكلب ذو الذيلين"، وهو حزب ساخر، حملة ملصقات لدعم الحملة المناهضة للترشح.
وقد وجهت معظم الأحزاب المعارضة والمنظمات المدنية انتقادات للحكومة بسبب هذا الترشح، متهمين إياها بالفساد، ومتسائلين عن جدوى إنفاق المال على الألعاب الأولمبية بدلًا من تحسين قطاعي الصحة والتعليم، وشبكة النقل في بودابست. ولإجراء استفتاء شعبي حول الملف، كان من المطلوب جمع 138,527 توقيعًا من سكان بودابست قبل 17 شباط 2017. وقد تم بالفعل جمع 266,151 توقيعًا بحلول الموعد المحدد.
وفي أعقاب هذه التطورات، أعلن المنظم الرئيسي للملف أن نجاح حملة العرائض ترك الترشح "بلا أي فرصة" للفوز. وفي 22 شباط، انسحبت بودابست رسميًا من سباق الترشح لتنظيم دورة الألعاب الأولمبية الصيفية 2024، مما ترك لوس أنجلوس وباريس فقط في المنافسة. وفي 24 شباط 2017، صرحت اللجنة الأولمبية الدولية أن انسحاب بودابست، نتيجة "تدخل السياسة المحلية"، دفعها لإعادة النظر في طريقة اختيار المدن المستضيفة مستقبلًا.

## ترشح هامبورغ لاستضافة دورة الألعاب الأولمبية الصيفية 2024
في تشرين الأول 2012، صرّح توماس باخ، الذي كان حينها رئيس اللجنة الأولمبية الألمانية، بأن مدينة هامبورغ ستتقدم بطلب لاستضافة دورة الألعاب الأولمبية 2024. وأشار إلى أن موقع هامبورغ الجغرافي الجيد يسمح بدمج الفعاليات المائية وغير المائية ضمن نطاق صغير جدًا، مما يمنحها ميزة إضافية. ونظرًا لأنها ستكون المرة الأولى التي تستضيف فيها هامبورغ الألعاب، فقد اعتُبِرت مفضّلة على برلين.
في 16 آذار 2015، اقترحت اللجنة الأولمبية الألمانية أن تكون هامبورغ المدينة المرشحة من ألمانيا. وفي 21 آذار، أكدت الجمعية العامة للجنة القرار بالسماح لهامبورغ بالتقدم بالترشح لاستضافة الألعاب.
استخدمت هامبورغ، في ملف ترشحها لعام 2024، الشعار والرمز البصري اللذين استخدمتهما سابقًا في ترشحها لاستضافة دورة الألعاب الأولمبية الصيفية 2012. وقد أظهر الشعار موجة ماء تتحول إلى لهب، في إشارة إلى الماء كعنصر أساسي في المشهد الحضري للمدينة، وإلى الشعلة الأولمبية. أما الشعار اللفظي فكان "نار ولهب"، وهو تعبير ألماني يعني "أن تكون متحمسًا للغاية لشيء ما"، ويمثل تزاوجًا بين الحماسة والشعلة الأولمبية.
يُذكر أن ألمانيا الغربية استضافت آخر مرة دورة الألعاب الأولمبية الصيفية عام 1972 في مدينة ميونخ، ولديها خبرة حديثة في تنظيم بطولات كبرى ناجحة مثل كأس العالم لكرة القدم 1974 و2006، والتي كانت هامبورغ واحدة من المدن المستضيفة لها.
في 13 نيسان، تم الإعلان عن أن مدينة كيل ستكون الموقع المخصص لجميع مسابقات الإبحار ضمن ملف ترشح هامبورغ.
وفي 29 تشرين الثاني، أُجري استفتاء شعبي صوّت فيه 51.6% من المواطنين ضد تقدم هامبورغ بترشحها لاستضافة الألعاب الأولمبية.

## ترشح روما لاستضافة دورة الألعاب الأولمبية الصيفية 2024
في 15 كانون الأول 2014، أكّد رئيس الوزراء ماتيو رينتسي أن روما ستتقدّم بترشح لاستضافة دورة الألعاب الأولمبية لعام 2024. وفي الشهر نفسه، كُشف أن البابا فرنسيس التقى برئيس اللجنة الأولمبية الإيطالية لمناقشة إمكانية استضافة مدينة الفاتيكان لبعض فعاليات الألعاب، مثل رياضة الرماية وكرة القدم.
وفي 10 شباط 2015، أكّدت اللجنة الأولمبية الوطنية الإيطالية أن الرئيس السابق لشركة فيراري، لوكا دي مونتيزيمولو، الذي ترأس لجنة تنظيم كأس العالم لكرة القدم عام 1990، سيتولى رئاسة لجنة تنظيم ترشح روما. وصرّح رئيس اللجنة الأولمبية الوطنية الإيطالية جيوفاني مالاغو قائلًا: "لا أعتقد أن هناك من هو أكثر شهرة من لوكا في الخارج."
في 21 أيلول 2016، أعلنت عمدة روما، فيرجينيا راجي، للصحفيين أن ملف الترشح لن يتقدم أكثر. راجي، التي ينتمي حزبها (حركة النجوم الخمس) إلى المعارضين منذ فترة طويلة لفكرة استضافة روما للألعاب، أرجعت السبب الرئيسي لإلغاء الترشح إلى المشاكل المالية المستمرة في البلاد، مشيرة إلى أن استضافة الألعاب سيكون أمرًا "غير مسؤول" ولن يؤدي إلا إلى زيادة ديون المدينة.
وفي 11 تشرين الأول 2016، تم تعليق ملف الترشح رسميًا، دون أن يُلغى بشكل نهائي، تحسّبًا لإمكانية أن يعيد أي من القادة المستقبليين للمدينة إحياء الملف إذا وصلوا إلى السلطة قبل أيلول 2017.
وفي 17 تشرين الأول 2016، واصل مسؤولو الحركة الأولمبية التعبير عن استيائهم من المناخ السياسي الذي أجبر روما على تعليق ملف ترشحها لاستضافة دورة الألعاب الأولمبية الصيفية 2024.

## العطاءات غير المحددة

### 2024

#### أوروبا
| مدينة | دولة    | اللجنة الأولمبية الوطنية  | موقع لجنة العطاءات | حالة الطلب   |
| --- | ------- | ------------------------- | ------------------ | ------------ |
| برلين | ألمانيا | دويتشر أولمبيشر سبورتبوند |                    | عرض غير محدد |
| صرح رئيس بلدية برلين السابق، كلاوس فوفيريت ، أن برلين كانت تدرس التقدم بطلب استضافة دورة الألعاب الأولمبية لعام 2024 أو 2028. استضافت برلين دورة الألعاب الأولمبية الصيفية لعام 1936 وآخر عرض لها لاستضافة دورة الألعاب الأولمبية الصيفية لعام 2000 ، ولكنها خرجت من الجولة الثانية مع منح دورة الألعاب الأولمبية إلى سيدني، أستراليا. وكما أظهرت استطلاعات الرأي في برلين، أيد 55٪ من سكان برلين الطلب. ومع ذلك، في 16 مارس 2015، اقترحت اللجنة الأولمبية الوطنية (DOSB) هامبورغ لتكون المدينة المرشحة من ألمانيا. |         |                           |                    |              |

#### الولايات المتحدة
في 19 فبراير 2013، أرسلت اللجنة الأولمبية الأمريكية (USOC) خطابات إلى رؤساء بلديات 35 مدينة أمريكية لقياس مدى اهتمامهم باستضافة دورة الألعاب الأولمبية 2024. وشملت المدن أتلانتا وأوستن وبالتيمور وبوسطن وشارلوت وشيكاغو وكولومبوس ودالاس ودنفر وديترويت وهيوستن وإنديانابوليس وجاكسونفيل ولاس فيغاس ولوس أنجلوس وممفيس وميامي ومينيابوليس -سانت بول وناشفيل ومدينة نيويورك وأورلاندو وفيلادلفيا وفينيكس وبيتسبرغ وبورتلاند وروتشستر وساكرامنتو وسان أنطونيو وسان دييغو وسان فرانسيسكو وسان خوسيه وسياتل وسانت لويس وتولسا وواشنطن العاصمة 
في 10 حزيران 2014، عقدت اللجنة الأولمبية للولايات المتحدة اجتماعًا في بوسطن لتأكيد قائمة المدن المختصرة للتقدم بطلب استضافة دورة الألعاب الأولمبية لعام 2024.
وفي 13 حزيران 2014، أعلنت اللجنة الأولمبية للولايات المتحدة القائمة المختصرة للمدن المحتملة لاستضافة الألعاب، وهي: بوسطن، لوس أنجلوس، سان فرانسيسكو، وواشنطن.
وفي 26 أيلول 2014، أجرت اللجنة الأولمبية الأمريكية استطلاعًا شمل سبعة وأربعين اتحادًا رياضيًا تابعًا لها، أجاب أربعون منها، وكانت جميع الإجابات إيجابية بخصوص ما إذا كان يجب على اللجنة التقدم بطلب استضافة دورة الألعاب الأولمبية لعام 2024.
وفي 1 كانون الأول 2014، قدّمت المدن الأربع المختارة (بوسطن، لوس أنجلوس، سان فرانسيسكو، وواشنطن) مقترحاتها النهائية قبل اجتماع مجلس إدارة اللجنة الأولمبية للولايات المتحدة الذي عُقد في 16 كانون الأول 2014 في مدينة ريدوود، كاليفورنيا. وخلال الاجتماع المغلق، أُتيحت لكل مدينة ساعتان لتقديم عرضها الرسمي. وبعد العروض، أعلنت اللجنة أنها ستتقدم بطلب لاستضافة دورة الألعاب الأولمبية الصيفية والألعاب البارالمبية لعام 2024، لكنها لم تُعلن حينها اسم المدينة المرشحة.
وفي 8 كانون الثاني 2015، اختارت اللجنة مدينة بوسطن لتكون المدينة المرشحة عن الولايات المتحدة.
إلا أنه في 27 تموز 2015، تم سحب ترشح بوسطن، وأُعيد فتح عملية الترشح.
وفي 1 أيلول 2015، أعلنت اللجنة الأولمبية للولايات المتحدة اختيار مدينة لوس أنجلوس لتمثيلها في الترشح لاستضافة دورة الألعاب الأولمبية الصيفية لعام 2024.

### بوسطن
المدينة: بوسطن
الدولة: الولايات المتحدة
اللجنة الأولمبية الوطنية: اللجنة الأولمبية للولايات المتحدة
حالة الطلب: ترشح غير مُختار
في 7 أيّار 2013، عُقد اجتماع لبحث إمكانية استضافة مدينة بوسطن ومنطقة نيو إنجلاند لدورة الألعاب الأولمبية الصيفية لعام 2024. حظي المشروع بدعم مجموعة كبيرة من القادة والسياسيين. وشملت المواقع المقترحة في البداية "تي دي غاردن"، و"فينواي بارك"، و"غيلِت ستاديوم"، و"أغنيس أرينا"، و"دَنكن دونَتس سنتر"، و"إس إن إتش يو أرينا".
وفي تشرين الأول، وقّع ديفال باتريك قانونًا يجيز لمجموعة دراسة إمكانية الترشح. ورغم أن بوسطن كانت تفتقر إلى ملعب بالحجم المناسب ليكون الملعب الأولمبي الرئيسي، إلا أن معظم المنشآت الرياضية الأخرى كانت تقع ضمن نطاق قريب. واقترحت "بوسطن 2024" بناء ملعب أولمبي رئيسي مؤقت، على أن يموّل مطور عقاري المشروع عبر تشييد منصة تكلّف نحو 1.2 مليار دولار فوق ساحة سكك حديدية، مقابل الحصول على حقوق تطوير العقار بعد انتهاء الألعاب.
وفي كانون الثاني 2015، اختارت اللجنة الأولمبية للولايات المتحدة مدينة بوسطن كمرشح رسمي. ومع ذلك، كان الرأي العام المحلي منقسمًا حول استضافة الألعاب؛ فقد أظهر استطلاع في آذار 2015 أن 52٪ من سكان منطقة بوسطن يعارضون الاستضافة. وفي 27 تموز 2015، سحبت اللجنة ترشح بوسطن بسبب ضعف الدعم الشعبي وعدم اليقين المحيط بالطلب.

### واشنطن العاصمة
المدينة: واشنطن
الدولة: الولايات المتحدة
اللجنة الأولمبية الوطنية: اللجنة الأولمبية للولايات المتحدة
حالة الطلب: ترشح غير مُختار
قاد فريق "واشنطن 2024"، المكلّف بمحاولة استضافة الألعاب الأولمبية والبارالمبية لعام 2024 في منطقة العاصمة، كل من المستثمر ورجل الأعمال رَس رامزي، وتيد ليونسيس، مالك فريقي "واشنطن ويزاردز" و"واشنطن كابيتالز" والمدير التنفيذي السابق لشركة "أمريكا أونلاين". وشمل الفريق القيادي أيضًا: مفوض دوري كرة القدم الأمريكية السابق بول تاغليابو، المؤسِّسة المشاركة لشبكة "بي إي تي" ورئيسة نادي "واشنطن ميستيك" شيلا جونسون، الحاصل على ميدالية فضية أولمبية والمطور العقاري جاير لينش، الطاهي الشهير خوسيه أندريس، العمدة السابق لواشنطن العاصمة أنتوني ويليامز، مؤسس شركة "أندر آرمور" كيفن بلانك، وآخرين.
تم إطلاق الحملة علنًا في أيلول 2014 تحت شعار "الوحدة"، الذي هدف إلى جمع قادة العاصمة الوطنية من مجالات الأعمال والخير والرياضة والسياسة. وقد رسم الفريق رؤية لواشنطن تعالج مشاكل النقل، وتستفيد من نهري بوتوماك وأنَاكوسْتيا، وتعمل على تحسين صورة المدينة التي ارتبطت بالصراعات السياسية.
نُشر في كانون الأول 2014 فيديو دعائي ركّز على مفهوم الوحدة، وشارك فيه عدد من المواطنين والشخصيات الرياضية مثل جون وول (واشنطن ويزاردز) وجون كارلسون (واشنطن كابيتالز)، وسياسيون بارزون مثل جون لويس ونيوت غينغريتش وبوب دول، إلى جانب قادة سياسيين محليين مثل تيم كين، مارك وارنر، موريال باوزر، وإلينور هولمز نورتون.
وفي 17 كانون الأول 2014، قدم الفريق عرضه أمام مجلس إدارة اللجنة الأولمبية الأمريكية، بمشاركة رئيس الفريق رَس رامزي، ونائبه تيد ليونسيس، وعضو المجلس بول تاغليابو، والعمدة موريال باوزر، والحائزة على ميدالية ذهبية والمقيمة في المنطقة كاتي ليديكي.
وفي 9 كانون الثاني 2015، أعلنت اللجنة الأولمبية للولايات المتحدة أنها ستدعم ترشح بوسطن، مما أنهى آمال واشنطن في الترشح لعام 2024.
وعلى الرغم من عدم اختيارها، حافظت واشنطن على تفاؤلها بالخطة التي وُضعت خلال عملية الترشح. وفي أيار 2015، منحت جمعية صناعة البناء في واشنطن فريق "واشنطن 2024" جائزة الشراكة المجتمعية، وقد أعرب رَس رامزي عن اعتقاده بأن خطة الترشح "ما تزال صالحة للمستقبل". وفي حزيران 2015، نشرت صحيفة واشنطن بوست الخطة الكاملة التي أعدها مخططو المدينة وشركة "جنزلر" المعمارية، وقد لقيت استحسانًا واسعًا من المجتمع المحلي والقيادة السياسية.

#### العروض المقترحة التي لم تصل إلى مرحلة التطبيق
- Baku، Azerbaijan

قدمت باكو عرضًا لاستضافة دورة الألعاب الأولمبية الصيفية لعام 2016 وقدمت عرضًا لاستضافة دورة الألعاب الأولمبية الصيفية لعام 2020. فشلت باكو في الترشح في المرتين. وبعد فشلها في الترشح لدورة الألعاب الأولمبية لعام 2020، قيل إن باكو "ستعود مرة أخرى في المرة القادمة أقوى".   تم اختيار باكو لاستضافة دورة الألعاب الأوروبية لعام 2015 واستضافت بالفعل كأس العالم للسيدات تحت 17 عامًا لكرة القدم لعام 2012 والعديد من المسابقات الدولية الأخرى، مثل بطولة العالم للملاكمة للهواة لعام 2011 ومسابقة الأغنية الأوروبية لعام 2012 وجائزة أوروبا الكبرى لعام 2016 .
- Istanbul، Turkey

في تشرين الثاني 2013، تعهّد حسن أرات، الذي كان يرأس حملة استضافة إسطنبول لدورة الألعاب الأولمبية لعام 2020، بأن الحملة لجلب الألعاب الأولمبية إلى تركيا ستستمر، وأن العرض القادم سيكون الأقوى حتى الآن، حيث قال: "نحن الآن أكثر استعدادًا، ولدينا خبرة أكبر في استضافة الفعاليات الرياضية الكبرى، وفهم أعمق لدورة الألعاب الأولمبية".
وقد خسرت إسطنبول في عروضها لاستضافة الألعاب في أعوام 2000 و2008 و2020 لصالح سيدني وبكين وطوكيو على التوالي، كما قدمت عروضًا لاستضافة دورتي 2004 و2012 لكنها فشلت في أن تصبح مدينة مرشحة في المرتين.
- Kyiv، Ukraine

في آذار 2010، صرّح نائب رئيس الوزراء الأوكراني، بوريس كوليسنيكوف، بأنه إذا نجحت أوكرانيا في استضافة بطولة أمم أوروبا لكرة القدم 2012 بالشراكة مع بولندا، فقد تتقدّم بعرض لاستضافة دورة الألعاب الأولمبية الصيفية لعام 2024. وكانت مدينة كييف إحدى المدن المستضيفة لبطولة أمم أوروبا 2012، كما استضافت المباراة النهائية.
- Doha، Qatar

قدّمت الدوحة عرضًا لاستضافة دورة الألعاب الأولمبية الصيفية لعام 2016، بالإضافة إلى عرضها لاستضافة دورة عام 2020. ولو تم اختيار الدوحة لاستضافة الألعاب، لكانت ستُقام في الفترة من 14 إلى 30 تشرين الأول، وذلك بسبب درجات الحرارة المرتفعة في صيف قطر. كما كانت ستكون أول دورة أولمبية تُقام في منطقة الشرق الأوسط. وبعد فشل الدوحة في أن تصبح مدينة مرشحة لدورتي 2016 و2020، تم التصريح بأن الدوحة "تتطلّع إلى سباق 2024". وقد استضافت الدوحة دورة الألعاب الآسيوية لعام 2006، وكانت موقعًا لعدة ملاعب استُخدمت في كأس العالم لكرة القدم 2022، الذي أُقيم في مختلف أنحاء قطر.
- Nairobi، Kenya

في آب 2012، أعلن رئيس وزراء كينيا رايلا أودينغا أن العاصمة نيروبي كانت تخطط لتقديم عرض لاستضافة دورة الألعاب الأولمبية لعام 2032.
- Casablanca، Morocco

في آذار 2011، أكدت الحكومة المغربية أنها ستبدأ في بناء ملعب يتسع لـ 80,000 مقعد، وستتقدم بعرض لاستضافة دورة الألعاب الأولمبية الصيفية لعام 2028 بدلاً من عام 2024. وقد استضافت مدينة الدار البيضاء دورة ألعاب البحر الأبيض المتوسط عام 1983.
- Madrid، Spain

أكدت آنا بوتيا، عمدة مدريد، أن المدينة لن تشارك في المنافسة على استضافة دورة الألعاب الأولمبية لعام 2024 بعد ثلاث محاولات فاشلة متتالية (2012، 2016، و2020، حيث خسرت أمام لندن، وريو دي جانيرو، وطوكيو على التوالي). وعلى الرغم من ذلك، فإن جميع المشاريع الرياضية والبُنى التحتية الخاصة بعرض استضافة أولمبياد 2020 سيتم الانتهاء منها في الموعد المحدد.
- Malaysia &  Singapore

وفقًا للتقارير، تم دراسة عرض مشترك من سنغافورة وماليزيا. وعلى الأرجح، كانت كوالالمبور وسنغافورة ستكونان المدينتين الرئيسيتين. سبق أن تقدّمت ماليزيا بعرض في عام 2008، لكنها فشلت في أن تصبح مرشحة. وقد حصلت كوالالمبور على تقييم 7.4 في البنية التحتية للنقل، دون تحقيق تقييم أعلى في أي فئة أخرى. أما سنغافورة، فقد استضافت دورة الألعاب الأولمبية للشباب الافتتاحية عام 2010، والدورة 117 للجنة الأولمبية الدولية في 6 تموز 2005. ورغم أن الميثاق الأولمبي لم يكن يسمح في السابق بالعروض المشتركة من عدة دول، فإن التعديلات الأخيرة سمحت بذلك. ومع ذلك، أقرّ رئيس المجلس الأولمبي الماليزي أن الوقت قد فات لتقديم عرض لدورة الألعاب الأولمبية لعام 2024، مشيرًا إلى أن اللجان ينبغي أن تركز على دورتي عام 2028 أو 2032.
- Busan، South Korea

أجّلت المدينة خططها للتقدّم بعرض استضافة لأن طوكيو فازت بدورة الألعاب الأولمبية لعام 2020. وقد استضافت المدينة دورة الألعاب الآسيوية عام 2002. وقررت المدينة التقدّم بعرض لاستضافة دورة الألعاب الأولمبية الصيفية لعام 2028 بدلًا من ذلك. واستضافت بيونغتشانغ دورة الألعاب الأولمبية الشتوية لعام 2018.
- Guadalajara، Mexico

في 31 آذار 2014، خلصت لجنة سياسية كانت تدرس إمكانية تقدّم المكسيك بعرض لاستضافة دورة الألعاب الأولمبية لعام 2024 إلى أنه لا توجد ظروف اقتصادية أو بنية تحتية مناسبة في المكسيك لتقديم مثل هذا العرض.
- Various cities, United States

إلى جانب المدن الثلاث التي كانت قيد الدراسة في الولايات المتحدة، كانت هناك خطط لتقديم عرض لاستضافة الأولمبياد في عدد من المدن الأخرى:
منطقة خليج سان فرانسيسكو
كان من المرجح أن يمتد عرض سان فرانسيسكو إلى أوكلاند وأجزاء أخرى من منطقة الخليج للمساعدة في تلبية متطلبات الأماكن مثل الرياضات الداخلية.     وشملت الأماكن المحتملة في منطقة الخليج AT&amp;T Park و Oracle Arena وOakland Coliseum وSAP Center و Avaya Stadium و Levi's Stadium ومركز Chase Center المتوقع في سان فرانسيسكو. كان من الممكن أيضًا إقامة الأحداث في جامعات المنطقة مثل Haas Pavilion و Stanford Stadium التابعين لجامعة كاليفورنيا في بيركلي.  ومع ذلك، في 12 أغسطس 2015، أُعلن أن منطقة الخليج قد سحبت عرضها. 
تولسا
كانت تولسا مهتمة بالتقدم لاستضافة دورة الألعاب الأولمبية لعام ٢٠٢٤، وكانت واحدة من بين ٣٥ مدينة وجهت إليها اللجنة الأولمبية الأمريكية دعوات. وعقب تقارير إخبارية بارزة في عدة صحف وطنية، نأى مسؤولو المدينة بأنفسهم عن لجنة تولسا الاستكشافية لأولمبياد ٢٠٢٤ ورفضوا التقدم باستضافة الدورة.  وكانت اللجنة لا تزال تسعى للحصول على الاستضافة كمشروع خاص.  
مدينة نيويورك
في 14 مايو 2014، زعم تقريرٌ في صحيفة فاينانشال تايمز أن حاكم نيويورك أندرو كومو كان يدرس بجديةٍ التقدم بطلبٍ لاستضافة الألعاب الأولمبية في حال تلقت إدارته عرضًا بذلك. ووفقًا لمصدر فاينانشال تايمز ، كانت هناك محادثاتٌ جاريةٌ بين الحاكم وعمدة مدينة نيويورك بيل دي بلازيو ، ومن المرجح تشكيل لجنةٍ استشاريةٍ قريبًا.  ومع ذلك، قرر دي بلازيو رفض الطلب في أواخر مايو.  
فيلادلفيا
في 22 أبريل 2013، أعلن مكتب عمدة المدينة مايكل نوتر عن اهتمام فيلادلفيا بالتقدم لاستضافة دورة الألعاب الأولمبية 2024. وكانت المدينة قد أعربت عن اهتمامها باستضافة دورة الألعاب الأولمبية 2016، لكنها خسرت أمام شيكاغو كمدينة مرشحة لاستضافة دورة الألعاب الأولمبية الأمريكية.  وفي 28 مايو 2014، انسحبت مدينة فيلادلفيا من الترشيح في رسالة موجهة إلى اللجنة الأولمبية الأمريكية، مشيرةً إلى أن "التوقيت" عامل رئيسي في القرار. وأكدت المدينة على استمرار اهتمامها باستضافة الألعاب في المستقبل. وفي 28 مايو 2014، أعلن عمدة المدينة مايكل نوتر أنه كتب إلى اللجنة الأولمبية الأمريكية في وقت سابق من ذلك الشهر، لإبلاغها بقرار المدينة بعدم التقدم باستضافة دورة الألعاب الأولمبية الصيفية 2024. 
دالاس
كانت مدينة دالاس تخطط للتقدم بطلب استضافة دورة الألعاب الأولمبية لعام 2024، ولكن اللجنة الأولمبية الأمريكية لم تختارها كواحدة من المدن الأربع المحتملة لاستضافة الألعاب. 
سان دييغو
بعد رفض العرض متعدد الجنسيات مع تيخوانا، استكشفت سان دييغو عرضًا محتملًا لاستضافة الألعاب الأولمبية 2024 بدون تيخوانا.  لم يتم اختيارها من قبل اللجنة الأولمبية الأمريكية كواحدة من المدن المضيفة الأربع المحتملة. 
- Delhi, India

اتفق رئيس الوزراء الهندي ناريندرا مودي ورئيس اللجنة الأولمبية الدولية توماس باخ خلال اجتماع عُقد في 27 نيسان 2015 في دلهي على أن عام 2024 يُعد مبكرًا جدًا بالنسبة للهند للتقدّم بعرض لاستضافة دورة الألعاب الأولمبية. وقد استضافت دلهي ألعاب آسيا عامي 1951 و1982، ودورة ألعاب الكومنولث عام 2010.
- Durban and Johannesburg، South Africa

بينما كانت جنوب أفريقيا تُعتبر من الدول المرشحة المحتملة للتقدّم بعرض لاستضافة دورة الألعاب الأولمبية لعام 2024، فإن أحداثًا لاحقة أنهت آمالها في استضافة الدورة. فبعد قرار مدينة إدمونتون إلغاء عرضها لاستضافة دورة ألعاب الكومنولث لعام 2022، تم اختيار مدينة ديربان كمضيف بديل. وفي الأول من آذار 2015، أشار وزير الرياضة في جنوب أفريقيا إلى أن الدولة ستُركّز على دورة ألعاب الكومنولث بدلاً من الألعاب الأولمبية.
تم سحب استضافة دورة ألعاب الكومنولث لعام 2022 من مدينة ديربان في 13 آذار 2017 بسبب قيود مالية.
- Brisbane and Melbourne، Australia

كانت أستراليا، وتحديدًا مدينة ملبورن، تُعد من المرشحين المحتملين للتقدّم بعرض لاستضافة دورة الألعاب الأولمبية الصيفية لعام 2024. ومع ذلك، صرّح رئيس اللجنة الأولمبية الأسترالية بأن أستراليا ستُركّز على استضافة دورتي 2028 أو 2032 بدلاً من 2024. وقد استضافت ملبورن دورة الألعاب الأولمبية لعام 1956 ودورة ألعاب الكومنولث لعام 2006، كما استضافت بريزبن دورة ألعاب الكومنولث لعام 1982.
وكانت ولاية كوينزلاند في ذلك الوقت تقوم بإنشاء وتحديث المنشآت في مدينتي بريزبن والساحل الذهبي استعدادًا لدورة ألعاب الكومنولث لعام 2018.
وقد تم اختيار مدينة بريزبن لاستضافة دورة الألعاب الأولمبية الصيفية لعام 2032.
- Lima، Peru

في كانون الأول 2013، صرّح الرئيس السابق للمعهد البيروفي للرياضة، أرتورو وودمان، أن مدينة ليما ينبغي أن تتقدّم بعرض لاستضافة دورة الألعاب الأولمبية لعام 2024. وقد كانت المدينة مقرًّا لاستضافة دورة الألعاب الأمريكية لعام 2019. وذكر أكيو تاماشيرو، مدير الشؤون التابعة في المعهد، أن هذا سيكون الهدف المقبل للبلاد، بالاعتماد على البنية التحتية الجديدة، والخبرة، والإرث الناتج عن العديد من الفعاليات الرياضية مثل ليما 2019.
نظرًا لفوز مدينة ليما بعرض استضافة الدورة الحادية والثلاثين بعد المئة للجلسة العامة للجنة الأولمبية الدولية في عام 2017، لم يكن بإمكانها أن تكون مدينة مرشحة لاستضافة دورة الألعاب الأولمبية الصيفية لعام 2024.
وفي 22 كانون الثاني 2015، خسرت ليما عرضها لاستضافة دورة الألعاب العالمية لعام 2021 لصالح مدينة برمنغهام في ولاية ألاباما.
- Saudi Arabia and  Bahrain

نشرت المملكة العربية السعودية خططًا لتقديم عرض لاستضافة الألعاب الأولمبية بالاشتراك مع البحرين، حيث كانت الخطة تقضي بأن تُقام جميع المنافسات الخاصة بالرجال في السعودية، بينما تُقام جميع منافسات النساء في البحرين، وذلك بسبب منع النساء من المشاركة في الأنشطة الرياضية داخل المملكة.
وقد رفضت اللجنة الأولمبية الدولية هذه الخطط، وصرّحت بأن هذا الفصل القائم على النوع الاجتماعي لن يكون مسموحًا به.
- Taipei، Chinese Taipei

قدّمت عاصمة تايوان وأكبر مدنها، تايبيه، نية التقدّم بعرض لاستضافة الألعاب الأولمبية، وذلك استنادًا إلى وعد انتخابي قدّمه المرشح الرئاسي ما يينغ-جيو خلال حملته الانتخابية عام 2008. ويُنظر إلى هذا التوجّه باعتباره تتويجًا لمسار تصاعدي في استضافة الأحداث الرياضية في تايبيه وباقي أنحاء تايوان. فقد استضافت تايبيه الألعاب الأولمبية للصم عام 2009، واليونيفرسياد الصيفية عام 2017، بينما استضافت مدينة كاوهسيونغ ألعاب العالم لعام 2009.
وفي عام 2011، أعاد الرئيس ما يينغ-جيو التأكيد على نية تايوان في التقدّم لاستضافة دورة الألعاب الأولمبية لعام 2024.
إلّا أن إدارة الرياضة أعلنت في 11 حزيران 2014 أنه لا توجد نية لتقديم عرض لاستضافة أولمبياد 2024.
- Saint Petersburg, Russia

في 19 أيّار 2014، صرّح حاكم مدينة سانت بطرسبرغ، غيورغي بولتافتشينكو، أن المدينة قادرة على التقدّم بطلب لاستضافة دورة الألعاب الأولمبية لعام 2024. ووفقًا له، فإن سانت بطرسبرغ تمتلك بالفعل حوالي 70٪ من البنية التحتية اللازمة للأولمبياد.
وفي 22 أيّار 2014، قال نائب رئيس وزراء الاتحاد الروسي، دميتري كوزاك، المسؤول عن تنظيم أولمبياد الشتاء لعام 2014، إن سانت بطرسبرغ تملك فرصة جيّدة للفوز بحق الاستضافة للألعاب الأولمبية لعام 2024. وأوضح أن الاستعدادات لاستضافة الأولمبياد لن تتطلّب الكثير من التكاليف.
يُذكر أن روسيا لم تستضف الألعاب الأولمبية الصيفية منذ دورة موسكو عام 1980، عندما كانت جزءًا من الاتحاد السوفييتي.
وفي 6 أيّار 2015، تم الإعلان أن روسيا ستُركّز على استضافة كأس العالم لكرة القدم 2018، ولن تتقدّم بعرض لاستضافة أولمبياد 2024.
وتستعد سانت بطرسبرغ كذلك لاستضافة مباريات من بطولة كأس الأمم الأوروبية (يورو 2020)، كما ستستضيف روسيا الألعاب الجامعية الشتوية لعام 2019 في مدينة كراسنويارسك السيبيرية.
سوتشي
أشار دميتري تشيرنيشينكو، منظم أولمبياد سوتشي الشتوي 2014، إلى أن هناك إمكانات كبيرة لإعادة استضافة الألعاب الأولمبية في سوتشي. ومن الجدير بالذكر أن بكين ستكون أول مدينة تستضيف الألعاب الأولمبية الصيفية والشتوية، بعد فوزها بتنظيم أولمبياد الشتاء لعام 2022.
رغم أن سوتشي ستحتاج إلى بناء العديد من المنشآت لاستضافة الألعاب الصيفية، فإن بعض الصالات المغلقة من أولمبياد الشتاء يمكن إعادة استخدامها.
وكانت سوتشي أول مدينة روسية تدرس تقديم عرض لاستضافة أولمبياد 2024 الصيفي. لكن تم إلغاء عرض سوتشي في 31 تموز 2015.
- Toronto، Ontario، Canada

صوّتت لجنة التنمية الاقتصادية في تورونتو ضد التقدّم بطلب لاستضافة دورة الألعاب الأولمبية لعام 2024 في 20 كانون الثاني 2014، مشيرةً إلى أن تقديم العرض سيكلّف المدينة ما بين 50 إلى 60 مليون دولار.
واقترح عمدة المدينة آنذاك، روب فورد، أن يكون التقدّم بعرض لاستضافة أولمبياد 2028 أكثر واقعية.
وكانت تورونتو قد تقدّمت سابقًا بعروض لاستضافة الألعاب الأولمبية الصيفية أعوام 1996 و2008 (إضافة إلى محاولات غير موثّقة لبلوغ الجولات النهائية لاستضافة ألعاب 1960، و1964، و1976)، لكنها خسرت أمام أتلانتا وبكين، على التوالي.
وفي عام 2009، فازت تورونتو بتنظيم دورة الألعاب الأمريكية لعام 2015.
ومع اقتراب موعد دورة الألعاب الأمريكية 2015، أُعيد إحياء النقاش حول إمكانية تقديم عرض لاستضافة أولمبياد 2024، خصوصًا مع إعلان تغييرات فلسفية جديدة من قبل اللجنة الأولمبية الدولية، تمثّلت في "التشجيع النشط على استخدام أكبر قدر ممكن من المنشآت القائمة".
هذا التغيير يعني أن المنشآت التي بُنيت من أجل الألعاب الأمريكية، والتي قد لا تكون مستوفية لمتطلبات اللجنة الأولمبية الدولية سابقًا، يمكن تكييفها لتتوافق مع المتطلبات الجديدة، مما عزّز من احتمالية تورونتو كمدينة مضيفة.
وكان رئيس اللجنة الأولمبية الدولية، توماس باخ، من بين من رأوا — في ضوء نجاح دورة الألعاب الأمريكية — أن تورونتو ستكون مرشحة جيدة.
وفي مقابلة إذاعية أجريت في 10 تموز 2015 على محطة CBC Radio One ضمن البرنامج الصباحي Metro Morning، أقرّ عمدة المدينة جون توري بإمكانية إعادة النظر في فكرة استضافة دورة 2024، وذلك بناءً على نتائج دورة الألعاب الأمريكية 2015، ومدى الجدوى المالية، مما أعاد فتح الباب أمام احتمال تقدّم تورونتو بعرض.
وفي 11 آب 2015، التقى توري برئيس اللجنة الأولمبية الكندية لمناقشة عملية الترشّح وعروض المدينة السابقة.
وقد شجّعت اللجنة الأولمبية الكندية العمدة على النظر في تقديم عرض.
وفي 11 أيلول 2015، عقدت اللجنة الأولمبية الكندية مؤتمرًا حول العرض المحتمل، وصوّتت بالإجماع لدعم عرض تورونتو لاستضافة أولمبياد 2024.
وأتاح هذا التصويت للجنة إعداد رسالة نوايا لتقديمها إلى اللجنة الأولمبية الدولية قبل الموعد النهائي في 15 أيلول.
لكن في 15 أيلول 2015، أعلن العمدة توري أن المدينة لن تقدّم عرضًا لاستضافة دورة الألعاب الأولمبية الصيفية لعام 2024.

### 2028
بسبب التغيير في عملية تقديم العطاءات، لم تعلن أي مدينة أخرى رسميًا عن ترشحها لاستضافة دورة الألعاب الأولمبية الصيفية 2028 عندما تم الإعلان عن لوس أنجلوس كمرشحة. دورة الألعاب الأولمبية الصيفية 2028 لقرار اللجنة الأولمبية الدولية بمنح دورة الألعاب 2028 إلى لوس أنجلوس: 
- Toronto, Ontario، Canada

صوتت لجنة التنمية الاقتصادية في تورنتو ضد تقديم عرض لاستضافة ألعاب 2024 في 20 يناير 2014، مشيرة إلى أن العرض سيكلف المدينة ما بين 50 إلى 60 مليون دولار. اقترح عمدة تورنتو في ذلك الوقت، روب فورد ، أن تقديم عرض لاستضافة ألعاب 2028 قد يكون أكثر واقعية. تقدمت تورنتو بعرض لاستضافة الألعاب الأولمبية الصيفية لعامي 1996 و2008 (بالإضافة إلى الإخفاقات غير الموثقة في الوصول إلى الجولات النهائية لعامي 1960 و1964 و1976  )، لكنها خسرت أمام أتلانتا وبكين على التوالي. وقد تجددت الرغبة في تقديم عرض لاستضافة الألعاب الأولمبية الصيفية لعام 2024 خلال دورة الألعاب الأمريكية لعام 2015 في تورنتو. ومع ذلك، أكد عمدة تورنتو جون توري بعد الحدث قرار عدم تقديم عرض.  ونظرًا لأن اللجنة الأولمبية الدولية لا تمنح عادةً دورات أولمبية صيفية متتالية لنفس القارة، فقد لا تتمكن تورنتو من تقديم عرض مرة أخرى حتى عام 2036.
- Guadalajara، Mexico

في 31 آذار 2014، خلصت لجنة سياسية كانت تدرس إمكانية تقدّم المكسيك بطلب لاستضافة أولمبياد 2024 إلى أنه لا توجد ظروف اقتصادية أو بنية تحتية مناسبة في البلاد تسمح بتقديم عرض في ذلك الوقت.
ومع ذلك، فقد أشير إلى أن الترشّح لاستضافة أولمبياد 2028 أو 2032 قد يكون ممكنًا.
ومن الجدير بالذكر أن عام 2028 سيصادف الذكرى الستين لدورة الألعاب الأولمبية الصيفية لعام 1968، التي استضافتها مدينة مكسيكو.
- Budapest, Hungary

قال زولت بوركاي، رئيس اللجنة الأولمبية المجرية، لصحيفة الأعمال المجرية اليومية "نابي غزداشاغ" في 7 تموز 2014: "بودابست قادرة على تقديم طلب موثوق وتنافسي لاستضافة أولمبياد 2028".
وأعلن تقرير أن بودابست كانت تخطط للتقدّم بطلب لاستضافة كلٍ من الألعاب الأولمبية الصيفية لعام 2028 وعام 2024. وأضاف بوركاي أن بودابست كانت ستستضيف "مهرجان الألعاب الأولمبية الأوروبية للشباب 2017"، والذي سيُشكّل تجربة تمهيدية لاستضافة دورة الألعاب الأولمبية الصيفية لعام 2028.
ومع ذلك، أشار أيضًا إلى أن على بودابست معالجة مشكلات جدّية تتعلّق بوسائل النقل ومرافق رياضات الأولمبياد.
في 25 تشرين الأول 2013، أدلى أتيلا سالاي-برزيفيتشي، رئيس حركة الألعاب الأولمبية في بودابست (BOM)، بتصريح مفاده أن بودابست تمتلك "فرصة واقعية" لاستضافة دورة الألعاب الأولمبية الصيفية لعام 2028، لكنه أوضح أن التركيز سيكون أولاً على التقدّم بطلب استضافة أولمبياد 2024، باعتبارها محاولة تدريبية.
كما صرّح سالاي-برزيفيتشي أن المرافق في هنغاريا، مثل وسائل النقل والبُنى الرياضية، تحتاج إلى أعمال كبيرة وتجهيزات مسبقة قبل استضافة أي دورة أولمبية.
في كانون الثاني 2017، بدأت منظمة مدنية تُدعى حركة مومنتوم عريضة لجمع تواقيع لإجراء استفتاء بين سكان بودابست حول ما إذا كانوا يرغبون في استضافة دورة الألعاب الأولمبية الصيفية لعام 2024 أم لا. انضمت عدة أحزاب معارضة إلى هذه الحركة، مثل حزب "السياسة يمكن أن تكون مختلفة"، وحزب "معًا"، وحزب "الحوار من أجل المجر"، والحزب الاشتراكي المجري، والائتلاف الديمقراطي، بالإضافة إلى حزب "الكلب المجري ذو الذيلين"، الذي أطلق أيضًا حملة إعلانية ساخرة ضد ملف الاستضافة في شباط.
انتقدت معظم الأحزاب المعارضة والمنظمات المدنية الحكومة بسبب تقديم ملف الاستضافة، متهمةً إياها بالفساد وإنفاق الأموال على الألعاب الأولمبية بدلًا من تطوير قطاع الرعاية الصحية والتعليم ووسائل النقل في بودابست. كان من المطلوب جمع 138,527 توقيعًا من سكان بودابست حتى 17 شباط 2017 لبدء الاستفتاء. وكان من المقرر أن يُجرى الاستفتاء في العاصمة فقط، على أن يقتصر التصويت على سكانها.
في 22 شباط 2017، سحبت بودابست ملف ترشحها لاستضافة أولمبياد 2024، مما ترك لوس أنجلوس وباريس فقط في السباق. ومع ذلك، لا تزال طموحات بودابست الأولمبية حية، إذ تفكر المدينة في الترشح مرة أخرى لاستضافة دورة عام 2032 على أقرب تقدير.
- Germany
  - Berlin

صرّح عمدة برلين السابق، كلاوس فوفرايت، أن المدينة تدرس تقديم ملف ترشح لاستضافة دورة الألعاب الأولمبية لعام 2024 أو 2028. استضافت برلين دورة الألعاب الأولمبية الصيفية عام 1936، وكانت قد تقدمت بملف ترشح لاستضافة أولمبياد 2000، لكنها أُقصيت في الجولة الثانية، حيث فازت سيدني الأسترالية بحق الاستضافة. وكما أظهرت استطلاعات الرأي في برلين، فإن 55٪ من السكان كانوا يدعمون تقديم ملف ترشح لاستضافة أولمبياد 2024.
في 16 آذار 2015، اقترحت اللجنة الأولمبية الوطنية في ألمانيا مدينة هامبورغ لتكون المدينة الألمانية المرشحة لاستضافة دورة الألعاب الأولمبية الصيفية لعام 2024. ومع ذلك، أُجري استفتاء في 29 تشرين الثاني 2015، صوّت فيه 51.6٪ من المواطنين ضد الترشح للألعاب الأولمبية. وعلى الرغم من أن هذا يعني أن ألمانيا لم تعد ضمن المنافسين لاستضافة أولمبياد 2024، فإن برلين قد تتقدم بملف ترشح لاستضافة ألعاب 2028 أو 2032، والتي ستصادف مرور 96 عامًا على استضافة المدينة لأولمبياد 1936، و60 عامًا على دورة ميونيخ 1972.
هامبورغ
خططت مدينة هامبورغ لتقديم ملف ترشح لاستضافة دورة الألعاب الأولمبية الصيفية لعام 2024، وفي حال عدم النجاح، كانت تعتزم إعادة الترشح لعام 2028. في 16 آذار 2015، اختار الاتحاد الألماني للرياضة الأولمبية مدينة هامبورغ كمرشحة رسمية لتقديم الملف إلى اللجنة الأولمبية الدولية.
في تشرين الثاني 2015، أجرت المدينة استفتاءً حول سحب ملف الترشح المحتمل. وقد صوّتت الأغلبية، بنسبة 51.6% من السكان، ضد الترشح لاستضافة أولمبياد 2024، حيث قال معارضو الخطة إن التكاليف المتوقعة كانت مرتفعة جدًا. ومع ذلك، لا يزال من الممكن الترشح لدورتي 2028 أو 2032، وهو ما يُعد أيضًا الخيار المفضل لدى الاتحاد الألماني للرياضة الأولمبية، خاصة أن دورة 2032 ستصادف مرور 60 عامًا على أولمبياد ميونيخ 1972.
راين-روهر
في صيف عام 2016، تم اقتراح تقديم ملف ترشح أولمبي لمنطقة راين-روهر الحضرية. تشمل هذه المنطقة تجمع الرور وعددًا من المدن الكبرى المجاورة مثل كولونيا، ودوسلدورف، ودورتموند، وإيسن. يهدف هذا الملف إلى التوافق مع الروح الأولمبية الجديدة التي تشجع على الترشحات الإقليمية، الديمقراطية، ومتعددة المراكز، بما يعزز من التنمية الحضرية.
وقد أظهر استطلاع أجرته مؤسسة مينتيفاكتوم في أيلول 2016 نسبة قبول مرتفعة بلغت 68% بين السكان المحليين.
- Italy
  - Milan

قال عمدة ميلانو من الحزب الديمقراطي، جوزيبي سالا، إن ميلانو قد تُقدِّم على الأرجح ملف ترشح لاستضافة دورة الألعاب الأولمبية لعام 2028 أو 2032 في حال انسحبت روما من ترشحها لاستضافة أولمبياد 2024. انسحبت روما من ملف الترشح لاستضافة دورة الألعاب الأولمبية الصيفية لعام 2024 في 21 أيلول 2016.
في 4 تشرين الأول 2016، صرّح حاكم إقليم لومبارديا، روبيرتو ماروني، أنه التقى برئيس اللجنة الأولمبية الوطنية الإيطالية، جوفاني مالاغو، مقترحًا ميلانو والمناطق المحيطة بها كمرشحة إيطالية لاستضافة أولمبياد 2028، في حال فازت لوس أنجلوس باستضافة دورة الألعاب الأولمبية الصيفية لعام 2024. وأكّد أن الحكومة الإقليمية مستعدة للتعاون مع اللجنة الأولمبية الوطنية الإيطالية.
وقد تم لاحقًا اختيار مدينة ميلانو، بالاشتراك مع كورتينا دامبيتسو، لاستضافة دورة الألعاب الأولمبية الشتوية لعام 2026.
نابولي
صرّح عمدة نابولي، لويجي دي ماجيستريس، بأن المدينة تستعد لتكون مرشحة محتملة لاستضافة دورة الألعاب الأولمبية لعام 2028. وأوضح أن دورة الألعاب الأولمبية الصيفية ستمثّل فرصة كبيرة أخرى لنابولي بعد استضافتها لدورة الألعاب الجامعية الصيفية لعام 2019.
- Netherlands
  - Amsterdam
  - Rotterdam

في 29 تشرين الأول 2012، أعلنت الحكومة الهولندية، التي تم تشكيلها حديثًا في عام 2012، أنها لن تدعم بعد الآن استضافة دورة الألعاب الأولمبية الصيفية لعام 2028، وأن طموحاتها تتمثل في رفع مستوى الرياضة الهولندية إلى المستوى الأولمبي، ولكن دون استضافة الألعاب الأولمبية في هولندا. وقد اتفقت الحكومة الهولندية، التي تضم حزب الشعب من أجل الحرية والديمقراطية وحزب العمل، على أن الألعاب لن تحظى بالدعم.
وفي 13 نيسان 2014، تم التأكيد مجددًا على احتمال تأجيل استضافة هولندا لدورة الألعاب الأولمبية الصيفية لعام 2028، حيث صرّح هينك ستوخوف، رئيس قسم الرياضة في بلدية أمستردام، خلال مؤتمر SportAccord الدولي في بيليك، بأن محاولة أمستردام لاستضافة أولمبياد 2028 "تم إيقافها بسبب مخاوف من تكلفة الترشّح". لكنه أشار أيضًا إلى أن الترشح قد يُعاد إحياؤه لاحقًا، وقد يُتخذ القرار بشأنه في المستقبل في أقرب تقدير بين عامي 2019 أو 2020.
كانت مدينة روتردام الخيار البديل لترشح أمستردام لاستضافة دورة الألعاب الأولمبية الصيفية لعام 2028. ولكن مع تأجيل ترشح أمستردام، تم أيضًا تأجيل ترشح روتردام.
سيُصادف عام 2028 الذكرى المئوية لدورة الألعاب الأولمبية الصيفية لعام 1928، التي استضافتها العاصمة الهولندية أمستردام أيضًا.
- Russia
  - Kazan

استضافت مدينة قازان بطولة العالم للألعاب المائية عام 2015، ودورة الألعاب الجامعية الصيفية عام 2013. كما ستكون إحدى المدن المستضيفة لكأس العالم لكرة القدم عام 2018. وقد أطلقت المدينة على نفسها لقب "عاصمة الرياضة في روسيا". قال بوبوف: "الباب يُغلق، واللجنة الأولمبية الروسية، حسب علمي، لا تنوي التقدم بطلب استضافة دورة الألعاب الأولمبية الصيفية لعام 2024". وأضاف: "لا أعتقد أن قازان ستتقدم لاستضافة نسخة 2024، ولكن ربما في المستقبل، نسخة 2028". وقد تم إنشاء الكثير من البنية التحتية في المدينة استعدادًا للفعاليات السابقة. وكانت روسيا قد استضافت آخر مرة دورة الألعاب الأولمبية الصيفية عام 1980، في موسكو، عندما كانت لا تزال جزءًا من الاتحاد السوفيتي.
سانت بطرسبرغ
في 18 تشرين الأول 2013، صرّح ميخائيل رادكو، رئيس المجموعة التي تدرس إمكانية التقدم بطلب لاستضافة دورة الألعاب الأولمبية الصيفية لعام 2024 أو لعام 2028 في سانت بطرسبرغ، لمجلة "أراوند ذا رينغز" بأن المدينة من المرجّح أن تتقدم بطلب لاستضافة أولمبياد 2024، لكنه أشار إلى أن المدينة قد تغيّر خطتها وتتجه نحو الترشح لاستضافة أولمبياد 2028، حيث قد تكون فرصتها أفضل. كما كتب رادكو رسالة إلى الجمهور ذكر فيها بشكل خاص ملف الترشح لأولمبياد 2028، قائلاً إن المدينة تُعد "مدينة مفتوحة" لاستضافة الألعاب الأولمبية. ومع ذلك، فإن سانت بطرسبرغ قد تكون مرشحة محتملة لاستضافة أولمبياد 2032.
سوتشي
ديميتري تشيرنيشينكو، منظم دورة الألعاب الأولمبية الشتوية لعام 2014، صرّح بأن هناك إمكانية كبيرة لإعادة الألعاب الأولمبية إلى سوتشي. وكشف عن رغبته في أن تتبع سوتشي مثال بكين، التي ستكون أول مدينة تستضيف الألعاب الأولمبية الصيفية والشتوية معًا. وستحتاج سوتشي إلى بناء العديد من المنشآت لاستضافة الألعاب الصيفية، على الرغم من أن بعض الصالات المغلقة التي استُخدمت في الألعاب الأولمبية الشتوية يمكن إعادة استخدامها لهذا الغرض.
- Madrid, Spain

أكدت مانويلا كارمينا، عمدة مدريد، أن المدينة لن تشارك في المنافسة على استضافة دورة الألعاب الأولمبية لعام 2024، بعد ثلاث محاولات فاشلة متتالية (2012، 2016، و2020، حيث خسرت أمام لندن، وريو دي جانيرو، وطوكيو على التوالي).
ورغم ذلك، فإن جميع المشاريع الرياضية والبنية التحتية المتعلقة بملف ترشح مدريد لألعاب 2020 سيتم الانتهاء منها في الموعد المحدد. ومع ذلك، قد تكون مدريد مرشحة محتملة لدورة الألعاب الأولمبية لعام 2032، والتي ستصادف الذكرى الأربعين لآخر مرة استضافت فيها إسبانيا الألعاب الأولمبية، في برشلونة عام 1992.
- Busan, South Korea

في 6 تشرين الأول 2014، أكد سوه بيونغ-سو، عمدة بوسان، أن المدينة تخطط للتقدّم بملف استضافة دورة الألعاب الأولمبية الصيفية لعام 2028، مشيرًا إلى أن المدينة قد نضجت في قدرتها على استضافة الفعاليات العالمية، وأنها ستُعلن عن ترشحها للجنة الأولمبية الدولية في عام 2020.
كما أشار العمدة إلى أن عام 2028 سيصادف الذكرى الأربعين لدورة الألعاب الأولمبية الصيفية لعام 1988، التي استضافتها العاصمة الكورية الجنوبية سيول، والتي تُعد آخر دورة ألعاب أولمبية صيفية أُقيمت في كوريا الجنوبية.
كانت بوسان قد خططت لتقديم ملف ترشح لاستضافة دورة الألعاب الأولمبية الصيفية لعام 2020 في عام 2005. ومع ذلك، ونظرًا لفوز بيونغتشانغ، كوريا الجنوبية، باستضافة دورة الألعاب الأولمبية الشتوية لعام 2018 في عام 2011، قرر المسؤولون تأجيل الترشح إلى دورة الألعاب الأولمبية الصيفية لعام 2024، معتقدين أن إقامة دورتين أولمبيتين في نفس البلد بفارق زمني قريب قد لا يكون مناسبًا.
لكن في عام 2013، وبعد أن تم اختيار طوكيو، اليابان، لاستضافة دورة الألعاب الأولمبية الصيفية لعام 2020، وهو ما يعني أن الألعاب ستُقام مرة أخرى في شرق آسيا، قررت بوسان تأجيل ترشحها مجددًا إلى دورة عام 2028.
كما كانت بوسان قد فكّرت في الترشح لدورة الألعاب الأولمبية الصيفية لعام 2016، لكنها تخلت عن الفكرة بسبب ترشح بيونغتشانغ لدورة الألعاب الشتوية لعام 2014.
صرّح المسؤولون في بوسان أن دورة الألعاب الأولمبية الصيفية لعام 2020 في طوكيو ستُسهم في تعزيز السياحة في بوسان في حال استضافتها لدورة الألعاب الأولمبية الصيفية لعام 2028، كما أشاروا إلى أن لديهم العديد من المنشآت الرياضية القائمة التي يمكن استخدامها.
أما إنتشون، فقد ذكرت أنه مع تحسن مكانتها كمدينة، فقد تكون قادرة على استضافة دورة أولمبية مشتركة، نظرًا لإمكانية إعادة استخدام منشآتها الرياضية.
استضافت بوسان دورة ألعاب شرق آسيا عام 1997، ودورة الألعاب الآسيوية عام 2002، وكانت واحدة من المدن المستضيفة لكأس العالم لكرة القدم 2002. وخلال دورة الألعاب الأولمبية الصيفية لعام 1988 التي استضافتها سيول، كانت بوسان موقع فعاليات الإبحار (المعروفة حينها باليخوت).
- Doha, Qatar

في شباط 2016، صرّح ثاني الكواري، الأمين العام للجنة الأولمبية القطرية، أن البلاد ستتقدّم بلا شك لاستضافة إحدى دورات الألعاب الأولمبية في المستقبل. وقد أفادت وكالة الصحافة الفرنسية بأن الكواري قال خلال مؤتمر رياضي في الدوحة: "الرؤية والهدف هو استضافة إحدى الدورات الأولمبية في يومٍ ما. لذلك نأمل أن نحصل على ذلك يومًا ما، لا أحد يعلم، ربما في 2028". وكانت الدوحة قد تقدّمت بعروض لاستضافة أولمبياد 2016 و2020، لكنها فشلت في أن تصبح مدينة مرشّحة في كلتا المرتين. استضافت قطر بطولة العالم لكرة اليد للرجال لعام 2015، وبطولة العالم للملاكمة التابعة للجمعية الدولية للملاكمة لعام 2015، وبطولة العالم لألعاب القوى لذوي الإعاقة لعام 2015، وكأس العالم لكرة القدم لعام 2022، كما ستستضيف بطولة العالم للألعاب المائية التابعة للاتحاد الدولي للسباحة لعام 2023.
- Kuala Lumpur, Malaysia and  Singapore

تنكو تان سري عمران توانكو جعفر، رئيس المجلس الأولمبي الماليزي، أعرب عن رغبته في تقديم عرض مشترك لاستضافة أولمبياد 2028 أو 2032. وقال: "تنظيم الحدث بمفردنا قد يتجاوز قدراتنا، ولكن بموجب أجندة الإصلاح الأولمبي الجديدة، تسمح اللجنة الأولمبية الدولية بعروض الاستضافة المشتركة. أرى أن هناك إمكانية لتقديم عرض مشترك بين كوالالمبور وسنغافورة في المستقبل". كما أُفيد أن رئيس اللجنة الأولمبية الدولية، توماس باخ، يأمل أن تُقام الألعاب الأولمبية في جنوب شرق آسيا. وقد وصّف المجلس الأولمبي الوطني السنغافوري الفكرة بأنها "مفهوم مثير للاهتمام". وكانت ماليزيا قد استضافت دورة ألعاب الكومنولث عام 1998، بينما استضافت سنغافورة دورة الألعاب الأولمبية للشباب عام 2010. وقد أقرّ البلدان بأن البنية التحتية ليست عائقًا، إلا أن غياب رياضيين من الطراز العالمي وحجم الحدث قد يشكلان تحديًا في حال تقديم عرض منفرد.
- Casablanca، Morocco

في مارس 2011، أكدت الحكومة المغربية أنها ستبدأ في بناء ملعب يتسع لـ 80 ألف مقعد وستتقدم بعطاء لاستضافة كأس العالم 2028 بدلاً من 2024. 
- Nairobi, Kenya

صرح عدد من المسؤولين الكينيين بمن فيهم أوشيلو أياكو (وزير الرياضة السابق لرئيس الوزراء السابق رايلا أودينجا ) ونائب الرئيس السابق كالونزو موسيوكا أن لديهم نية لجلب دورة الألعاب الأولمبية الصيفية لعام 2028 أو دورة الألعاب الأولمبية الصيفية لعام 2032 إلى كينيا. ولتعزيز دعمهم، فقد عينوا أيضًا مركز موي الرياضي الدولي (MISC) في كاساراني ، لتولي مسؤولية المرافق الرياضية في كينيا.  ومع ذلك، ذكر المسؤولون أيضًا الصعوبات الكبيرة التي سيواجهونها فيما يتعلق بالمرافق والتمويل.
وذكرت مجلة الأعمال الدولية أيضًا أن كل من الألعاب الأولمبية الصيفية لعام 2024 والألعاب الأولمبية الصيفية لعام 2028 التي كانت نيروبي تخطط للتقدم بعطاءات بشأنها والألعاب الأولمبية الصيفية لعام 2032 التي كانت نيروبي تخطط للتقدم بعطاءات بشأنها ستكون "فرصة ضئيلة"، وفقًا لإيد هولا ، رئيس تحرير مجلة Around the Rings . 
- Johannesburg, South Africa

ذكرت صحيفة بوسطن جلوب في 11 يناير 2015 أن جوهانسبرغ تواصل مساعيها لاستضافة دورة الألعاب الصيفية لعام 2028. استضافت جوهانسبرغ نهائي كأس العالم لكرة القدم 2010 ، وفشلت جنوب أفريقيا في التقدم بطلب استضافة دورة الألعاب الأولمبية الصيفية لعام 2004 ، والتي مُنحت لأثينا. 
- Buenos Aires, Argentina

تقدمت بوينس آيرس بطلب استضافة دورة الألعاب الأولمبية الصيفية للشباب لعام 2018. وذكر أن الطلب الناجح قد يؤدي إلى التقدم بطلب استضافة دورة الألعاب الأولمبية الصيفية لعام 2028 أو 2032. كما استضافت المدينة الدورة 125 للجنة الأولمبية الدولية في عام 2013. واستضافت ريو دي جانيرو أول دورة ألعاب أولمبية صيفية في أمريكا الجنوبية في عام 2016. ومن المحتمل أن تكون بوينس آيرس ثاني مدينة في القارة تستضيف هذا الحدث. تقدمت بوينس آيرس بطلب استضافة دورة الألعاب الأولمبية الصيفية لعام 1936 و1956 و1968 و2004 ، لكنها خسرت أمام برلين وملبورن ومكسيكو سيتي وأثينا على التوالي.  في 4 يوليو 2013، انتُخبت بوينس آيرس كمدينة مضيفة لدورة الألعاب الأولمبية الصيفية للشباب لعام 2018 .  في يوليو 2016، صرّح توماس باخ ، رئيس اللجنة الأولمبية الدولية ، بأن "بوينس آيرس قادرة على تقديم عرض ناجح لاستضافة دورة الألعاب الأمريكية لعام 2028 أو 2032". وفي يناير 2017، قدّمت اللجنة الأولمبية الأرجنتينية بوينس آيرس مرشحًا لاستضافة دورة الألعاب الأمريكية لعام 2023. خسرت بوينس آيرس أمام مدينة سانتياغو دي تشيلي . 
- Australia
  - Brisbane, Queensland

فكرت مدينة بريزبين في التقدم بطلب استضافة دورة الألعاب الأولمبية الصيفية لعام ٢٠٣٢. وقد حظيت المدينة بدعم اللجنة الأولمبية الأسترالية، ونائب رئيس اللجنة الأولمبية الدولية، جون كوتس . استضافت المدينة دورة ألعاب الكومنولث عام ١٩٨٢ ، وألعاب النوايا الحسنة عام ٢٠٠١ ، وبطولة بريزبين الدولية السنوية، وبطولة ولاية المنشأ . تقدمت بريزبين بطلب استضافة دورة الألعاب الأولمبية عام ١٩٩٢، إلا أن برشلونة فازت بها. 
في 22 أغسطس 2016، وافقت بريسبان على توفير 870 ألف دولار لإجراء دراسة جدوى للألعاب الأولمبية لمدة عام. 
في 21 يوليو 2021، تم اختيار بريسبان من قبل اللجنة الأولمبية الدولية لاستضافة دورة الألعاب الأولمبية الصيفية 2032. 
جنوب شرق كوينزلاند تدرس التقدم بطلب استضافة دورة الألعاب الأولمبية الصيفية لعام 2032.
- ملبورن ، فيكتوريا

أيد رئيس وزراء فيكتوريا السابق، دينيس نابثين ، عرضًا محتملًا من ملبورن لاستضافة دورة الألعاب الأولمبية الصيفية لعام 2028.  استضافت ملبورن دورة الألعاب الأولمبية الصيفية لعام 1956 ودورة ألعاب الكومنولث لعام 2006 ، واستضافت أستراليا دورة الألعاب الأولمبية الصيفية لعام 2000 في سيدني. كما تقدمت ملبورن دون جدوى لاستضافة دورة الألعاب الأولمبية الصيفية لعام 1996 ، والتي مُنحت لأتلانتا في عام 1990. فضلت اللجنة الأولمبية الأسترالية واللجنة الأولمبية الدولية بريسبان كمدينة مرشحة تالية، ومع ذلك ستتقدم ملبورن بعرض إذا انسحبت بريسبان من السباق. إذا تقدمت بريسبان وفشلت، فستمضي ملبورن قدمًا في عرض أولمبياد 2032. أثارت المناقشة أيضًا إمكانية تقديم عرض أسترالي مشترك، وإقامة الحدث الرئيسي في ملبورن مع استضافة بعض الأحداث الخارجية في بريسبان وبيرث .